# Стародубське князівство (Сіверщина)
Стародубське князівство — удільне князівство у складі Чернігівського князівства XII-XIII ст.ст., та Великого князівства Литовського XIV-XVI ст.ст. Столиця князівства — місто Стародуб.

## В добуКиївської Русі

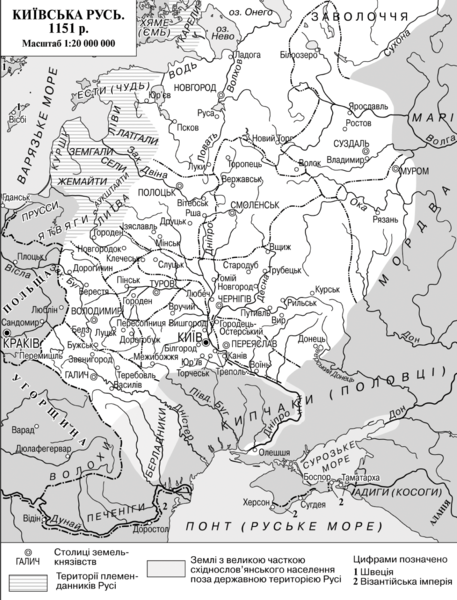
Стародуб у складі Київської Русі.

У складі Чернігівського князівства Стародуб займав місце «меншого уділу», який був для князів чернігівської династії Ольговичів своєрідним щаблем на шляху до більш значного уділу. Згідно з «лествичним правом» стародубський князь міг розраховувати згодом стати князем новгород-сіверським, та далі чернігівським, і у щасливому випадку посісти на великокнязівському престолі у Києві. Із сімох відомих нам стародубських князів XII ст., новгород-сіверськими князями стали чотири, чернігівськими — шість, і великими київськими князями — троє. Найвідомішим в українській історії князем, з тих, що князювали свого часу у Стародубі, є безперечно Святослав Всеволодович, князь стародубський, новгород-сіверський, чернігівський та київський. Під час його князювання у Києві, 1185-го року, відбувся відомий похід князя Ігоря на половців, і в пам'яті нащадків Святослав Всеволодович залишився як автор славутного «Золотого слова Святослава», що увійшло до «Слова о полку Ігоревім».
З початком XIII ст. Стародубське князівство стає звичайним дрібним уділом Чернігівської землі, а після монголо-татарської навали поступово зникає зі сторінок історії.

### Князі
- Святослав Ольгович (1141—1146)
- Ізяслав Давидович (1147—1151)
- Святослав Всеволодович (1155—1157)
- Святослав Володимирович (1157—1160)
- Ярослав Всеволодович (1160—1180)
- Олег Святославич (1190—1198)
- Всеволод Святославич Чермний (1198—1202)
- Гліб Святославич (1202—1204)
- Давид Ольгович (1204 — ?)
- Володимир Давидович
- Мстислав Давидович
- Костянтин Давидович

## У складіВКЛ

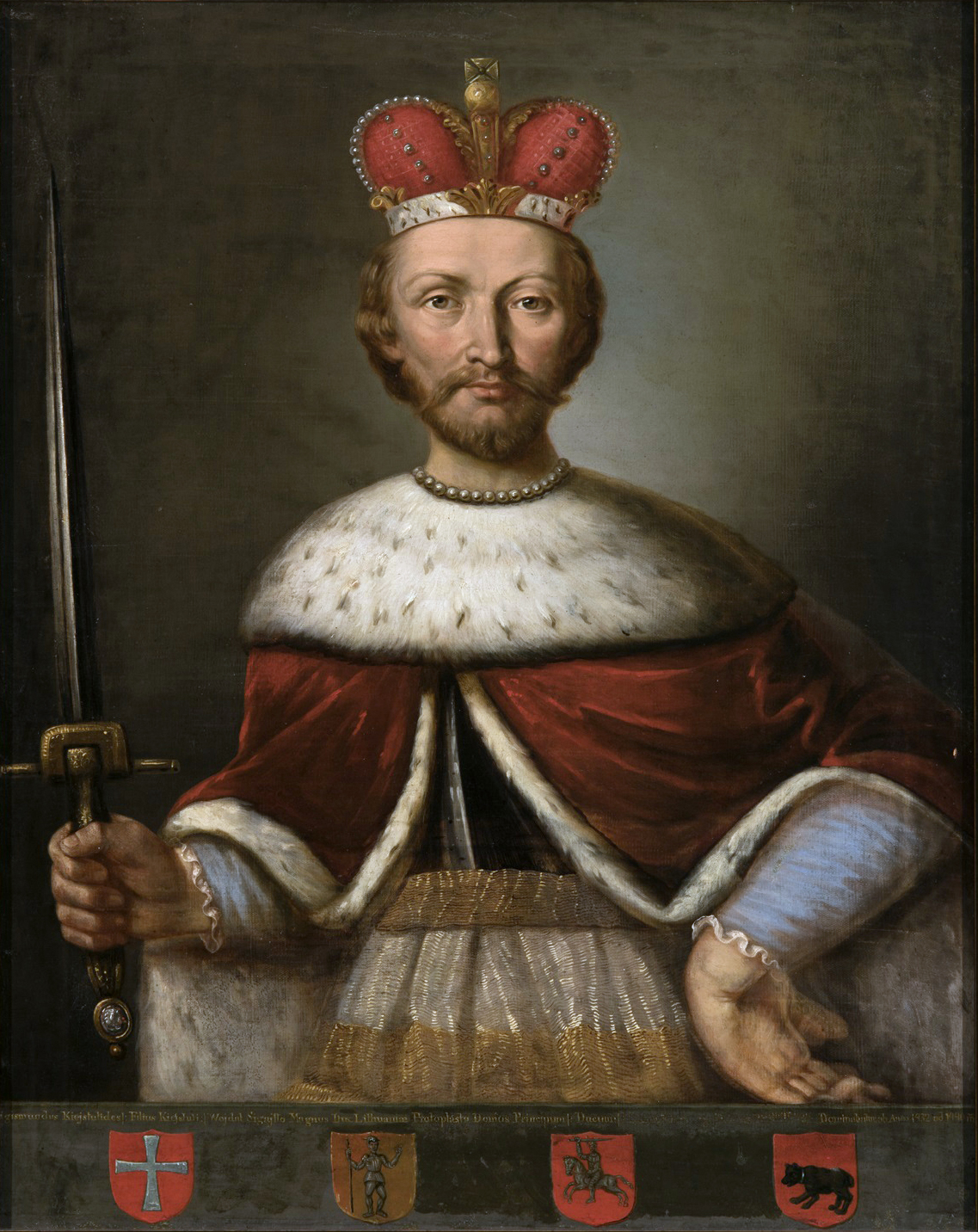
Зигмунт Кейстутович.

Московсько-литовська війна 1500—1503 рр.

Відродилося Стародубське князівство у другій половині XIV ст., під владою князів з литовської династії Гедиміновичів. Стародубський князь Федір Патрикійович брав участь у нещасливій для українців Битві при Ворсклі 1399-го року з татарами, у якій загинув. А 1410-го року Стародубська корогва уславилася в знаменитій Грюнвальдській битві.
З середини XV ст. Сіверська земля стає притулком для російських князів-дисидентів, які втікали в Литву від деспотичних утисків московського князя. Так 1454-го року Стародубським князем став колишній можайський князь Іван Андрійович, учасник антимосковського заколоту та осліплення московського князя Василія ІІ Темного. Литовський уряд дозволив Івану Можайському об'єднати у складі удільного Стародубського князівства значну частину Сіверських земель з містами Черніговом, Любечем і Гомелем.
Спочатку нові стародубські князі були лояльними до литовської влади — так син Івана Можайського Семен ходив походом на Москву, і дійшов з військом до свого родового Можайська, але наприкінці XV ст. московський князь Іван ІІІ зміг перекупити Семена, як і його сусіда, також з російського дисидентського роду — новгород-сіверського князя Василія Шемячича. 1500-го року Семен і Василій зрадили Литві, та перейшли на бік московського князя. Внаслідок цього розпочалася московсько-литовська війна, і Сіверські землі перейшли під владу Росії, а Стародубське князівство дуже швидко втратило свою автономію, і стало звичайною частиною Московської держави.

### Князі
- Патрикій Наримунтович (друга половина XIV ст.)
- Федір Патрикійович (? -1399)
- Олександр Патрикійович (1399—1406)
- Сигізмунд Кейстутович (1406—1432)
- Михайло (Михалушко) Сигізмундович (1432—1445)

У 1445—1454 рр. Стародубське князівство входить до складу Брянського.
- Іван Андрійович Можайський (1454 — ?)
- Андрій Іванович Можайський
- Семен Іванович Можайський (бл. 1487 — 1508)
- Василій Семенович Тулуп (після 1508 — після 1517)